# Vuelo 724 de Merpati Nusantara Airlines
El vuelo 724 de Merpati Nusantara Airlines (MZ724/MNA724) fue un vuelo regular doméstico de pasajeros operado por Merpati Nusantara Airlines desde el aeropuerto de Pattimura en la capital de la provincia de Maluku, Ambon, al aeropuerto de Jefman en Sorong, Papua Occidental. El 1 de julio de 1993, el avión que operaba el vuelo, un Fokker F28 Fellowship 3000 con registro PK-GFU, se estrelló en el mar tras impactar con una pequeña colina cerca del aeropuerto de Jefman. Cuarenta y una personas fallecieron en el accidente.
El accidente es el peor de la historia de Merpati Nusantara Airlines. Los investigadores concluyeron que el accidente se debió a que el piloto se dirigió sin darse cuenta a las zonas elevadas. El daño asociado al impacto con la colina provocó el impacto en el mar en las cercanías del aeropuerto de Jefman.

## Accidente
El 1 de julio de 1993, el Fokker F28 Fellowship se encontraba en aproximación al aeropuerto de Jefman a una altura relativamente baja. Los supervivientes afirmaron que la distancia entre terreno y avión fue menor de un metro. El avión ascendió de repente y el tren principal izquierdo golpeó la cima de una pequeña colina. Los supervivientes sostenían haber oído un fuerte estallido cuando esto ocurrió.
Algunos pasajeros salieron despedidos de sus asientos dentro del avión. Partes del ala se partieron, y el avión comenzó a girar. El avión entonces sobrepasó el aeropuerto y se estrelló en el mar, fracturándose en tres partes. La mayoría de las víctimas estaban todavía ancladas a su asiento y algunos cuerpos salieron flotando a la superficie. Unidades de búsqueda y rescate fueron desplegadas inmediatamente después del accidente. Los pescadores locales fueron los primeros en llegar al lugar del accidente y ayudaron a un chico joven y un hombre. Varias personas sobrevivieron al accidente, pero algunos perecieron a consecuencia de sus lesiones..
Las primeras noticias sobre el accidente comenzaron a aparecer a las 15:00 - 16:00 WIB. Familiares de las víctimas fueron informadas del evento y trasladadas al lugar del accidente, a donde llegaron al día siguiente. El proceso de evacuación fue relativamente rápido al tratarse de una zona bastante accesible.

## Aeronave
El avión implicado en el accidente fue un Fokker F28 Fellowship 3000 con registro PK-GFU con número de serie 11131. Había efectuado su primer vuelo en abril de 1978, siendo entregado ese mismo año a Garuda Indonesia donde prestó sus servicios hasta su venta a Merpati Nusantara Airlines en 1989. Tenía 15 años y 3 meses al momento del accidente.

## Investigación
Las condiciones meteorológicas fueron calificadas como malas en el momento del accidente. Testigos oculares afirmaron vivir fuertes precipitaciones acompañadas de fuerte viento. El portavoz de Merpati también declaró que el clima en Sorong y sus alrededores era «inclemente», incluida la zona del aeropuerto de Jefman. 
Se podían ver nubes negras espesas en el momento del accidente. 
Los informes revelaron que los controladores de tráfico aéreo habían advertido a la tripulación del vuelo 724 que abortaran su intento de aterrizaje y se desviaran al aeropuerto de Biak. 
Sin embargo, el piloto del vuelo 724 insistió en aterrizar en el aeropuerto de Jefman.
Cuando el avión comenzó el descenso puso rumbo al mar en lugar de hacia la pista, lo que lleva a pensar que la climatología produjo desorientación espacial al piloto. Segundos más tarde, al darse cuenta del error se intentó, sin éxito, volver a ascender. La parte frontal del avión logró esquivar la colina, pero no así la parte trasera, que impactó con la cima.